# Championnats du monde de triathlon en relais mixte 2010
Navigation
Édition précédente Édition suivante
Les Championnats du monde de triathlon en relais mixte 2010 de la Fédération internationale de triathlon (ITU) s'est tenu à Lausanne, en Suisse, le 22 août 2010. C'est la deuxième édition pour cette compétition internationale, qui a lieu le lendemain et au même endroit qu'une nouvelle compétition de l'UIT, les Championnats du monde de triathlon sprint.
Chaque pays a été autorisé à participer avec deux équipes mixte de quatre participants, composée de deux femmes et de deux hommes. Les équipes doivent s'affronter dans l'ordre suivant : (1 femme/1 homme/1 femme/1 homme). Chaque triathlète doit concourir sur des distances de plus ou moins, 300 mètres de natation, de 6,6 km de vélo de route et 1,6 km de course à pied avant de passer le relais à son compatriote.

## Résultats
La Suisse remporte à nouveau le titre de championne du monde de triathlon en relais mixte, après avoir remporté la première édition un an plus tôt. La France, deuxième de la compétition, suivie par la Nouvelle-Zélande, complètent le podium.
| Rang | Équipe              | Temps           |
| --- | ------------------- | --------------- |
| | Suisse              | 1 h 13 min 31 s |
| - Daniela Ryf : 18 min 52 s - Ruedi Wild : 18 min 15 s - Nicola Spirig : 18 min 59 s - Sven Riederer : 17 min 23 s         |                     | 1 h 13 min 31 s |
| | France              | 1 h 14 min 11 s |
| - Jessica Harrison : 19 min 23 s - Frédéric Belaubre : 17 min 32 s - Carole Péon : 19 min 53 s - David Hauss : 17 min 22 s |                     | 1 h 14 min 11 s |
| | Nouvelle-Zélande I  | 1 h 14 min 21 s |
| - Kate McIlroy : 19 min 20 s - Tony Dodds : 17 min 52 s - Nicky Samuels : 19 min 09 s - Ryan Sissons : 17 min 58 s         |                     | 1 h 14 min 21 s |
| 4 | Allemagne           | 1 h 16 min 04 s |
| 5 | Ukraine             | 1 h 16 min 31 s |
| 6 | Hongrie             | 1 h 16 min 32 s |
| 7 | États-Unis          | 1 h 16 min 33 s |
| 8 | Australie II        | 1 h 16 min 35 s |
| 9 | Suède               | 1 h 16 min 39 s |
| 10 | Italie              | 1 h 16 min 47 s |
| 11 | Royaume-Uni         | 1 h 17 min 28 s |
| 12 | Afrique du Sud      | 1 h 17 min 52 s |
| 13 | Espagne             | 1 h 18 min 09 s |
| 14 | Pays-Bas            | 1 h 18 min 19 s |
| 15 | Canada              | 1 h 19 min 28 s |
| NC | Suisse II           | 1 h 16 min 26 s |
| NC | Nouvelle-Zélande II | 1 h 16 min 57 s |
| NC | Australie I         | 1 h 17 min 19 s |
| Source: |                     |                 |

L'Américain Cameron Dye a été le plus rapide sur le parcours du côté des hommes avec un temps de 17 min 01 s. La Suissesse Daniela Ryf a été la plus rapide du côté des femmes (18 min 52 s)